# 统一号 (列车等级)
统一号（：／）是1984年韩国铁道厅設置的一种列车车种，属于城际列车，继承了早期统一号列車的名稱，运行于韩国各条路线上。

## 概述
統一號最初是1954年開行的京釜線特快列車名稱，1980年所有京釜線特快列車名稱改名為「特快」，1984年1月1日韓國鐵道廳更改列車級別，除首都圈電鐵範圍之外，設置4種列車級別--新村號、無窮花號、統一號、鴿號，统一号介於無窮花號和普通列車鴿號之間，繼承統一號列車的名稱。和新村、無窮花一樣，主要運營長途列車，但也有市郊列車，例如1996年為了改善釜山的通勤交通，從龜浦站到海雲台站的「東西通勤列車」。
2000年鴿號退出營運，統一號成為最低級別的列車。由於客車老化， 2004年KTX開通前夕，統一號廢止，長途列車升格為無窮花號，短途通勤列車改稱為通勤列車，但是很多人依然稱呼為統一號。

## 使用车型

### 客车
統一號最初的客車是日本川崎重工业和日本车辆制造于1954年及1963年开始设计建造之客车。大宇重工业、现代Mobis和大韩造船公社于1970年代开始生产的客车，取代日本建造的客車。台湾唐荣铁工厂于1980年制造的客车，原本作為無窮花號客車，1998年無窮花號升級時一部分未升級的客車，降級為統一號。統一號列车的外涂装为深绿色和白色。列车的每节车厢拥有72个座位，洗手间内拥有集便设施。由于车体老化，最后隨统一号于2004年3月31日廢止而停用，并被新型的柴油动车组所取代。

### 柴油动车组
本列车于1996年投入使用，用於短途通勤列車，2004年4月1日之後改為通勤列車用車。

### 电力动车组
本列车于1998年12月1日编入统一号中，运行于中央线的清凉里-堤川，由于车体老化，最终于2001年2月28日停止使用。

## 运行线路
- 京釜線
- 京義線
- 京元線
- 慶全線
- 東海南部線
- 慶北線
- 京春線
- 光州線
- 湖南線
- 全羅線
- 長項線
- 忠北線
- 中央线
- 嶺東線
- 太白線
- 旌善線